# William Henry Bragg
William Henry Bragg (Wigton, 2 juli 1862 – Londen, 12 maart 1942) was een Brits wis- en natuurkundige.
Het meest bekend werd William Henry Bragg door het werk dat hij samen met zijn oudste zoon William Lawrence Bragg deed aan de röntgendiffractie aan kristallen en waarvoor zij in 1915 samen de Nobelprijs voor de Natuurkunde ontvingen.

## Biografie
William Henry Bragg werd geboren in Westward nabij Wigton als zoon van Robert John Bragg, een voormalig koopvaardijschipper, en diens echtgenote Mary Wood. Toen hij zeven jaar oud was overleed zijn moeder en werd hij grootgebracht door zijn oom, William Bragg, in Leicestershire. Hij genoot zijn opleiding aan de Market Harbourough Grammer School, aan het King William's College op Man en Trinity College (Cambridge) waar hij wiskunde studeerde. In zijn laatste jaar bezocht hij ook colleges aan het Cavendish-laboratorium gegeven door J.J. Thomson en Lord Rayleigh. In 1884 studeerde hij af als third wrangler en in 1885 verkreeg hij een first class in de Mathematical Tripos.
In 1885 vertrok Bragg naar Australië toen hij benoemd werd tot Elder Professor in de Wiskunde en Experimentele Natuurkunde aan de Universiteit van Adelaide. Eind 1908 keerde hij met zijn gezin terug naar Engeland. Achtereenvolgens was hij Cavendish-professor aan de Universiteit van Leeds (1909-1915), Quain Professor in de Fysica aan de University College London (1915-1925) en Fullerian Professor in de Chemie bij de Royal Institution (1925-1945). Hier richtte hij een groep op voor de analyse van organische kristallen, wat van fundamenteel belang bleek voor de moleculaire biologie.
Bragg was gehuwd met Gwendoline Todd (1869-1929), dochter van de Australische sterrenkundige Sir Charles Todd. Ze kregen een dochter, Gwendoline, en twee zonen, William Lawrence en Robert Charles. Zoon Robert sneuvelde in de Eerste Wereldoorlog tijdens de Slag om Gallipoli.

## Werk
Het was vanwege zijn werk als docent wis- en natuurkunde aan de Universiteit van Adelaide dat de als wiskundige opgeleide Bragg zich moest verdiepen in de experimentele natuurkunde. In 1914, ter voorbereiding op een toespraak voor de Australasian Association for the Advancement of Science te Dunedin, las hij een recent werk van Marie Curie met daarin een verklaring die tot dan toe nog niet was voorspeld. Curie liet zien dat bij verval van een radiumatoom een heliumatoom wordt vrijgemaakt in de vorm van alfastraling.
Bragg raakte nieuwsgierig naar de wijze hoe alfadeeltjes door de lucht reizen. In een experiment met een blok radium mat hij – op verschillende afstanden – de ionisatie van lucht door alfadeeltjes. Dit resulteerde in de naar hem genoemde Braggcurve. Met het experiment toonde hij aan dat de ionisatie van een alfadeeltje efficiënter is aan het einde van zijn traject dan aan het begin.
Tussen 1904 en 1908 zette Bragg zijn experimenten voort naar beta-, gamma, maar met name alfastraling. Later richtte hij zijn aandacht op röntgenstraling. Aangespoord door Ernest Rutherford publiceerde Bragg de resultaten van zijn onderzoek in Britse tijdschriften, zoals The Philosophical Magazine en The Philosophical Transactions of the Royal Society.
In 1912 ontdekte zijn zoon, fysicus Lawrence Bragg, de naar hem vernoemde wet over de diffractie van röntgenstralen door kristallen. Hierna werkten vader en zoon Bragg samen verder om de eerste ionisatiespectrometer te ontwerpen – voorloper van alle moderne röntgen- en neutronendiffractiemeters. Het resultaat van hun gezamenlijke onderzoek werd in 1915 gepubliceerd in het werk X Rays and Crystal Structure.

### The Royal Institute Christmas Lectures
Bragg sprak twee keer voor de Royal Institution Christmas Lectures, nog altijd jaarlijks in Londen gehouden door de Royal Institution of Great Britain. In 1919 en 1923 had hij de onderwerpen The World of Sound en Concerning the Nature of Things.

## Erkenning
Voor zijn werk kreeg William Henry verscheidende onderscheidingen, waaronder de Nobelprijs voor de Natuurkunde (1915), de Matteucci Medal (1915), de Rumford Medal (1916), de Copley Medal (1930), de Franklin Medal (1930) de Hughes Medal (1931), de Faraday Medal (1936) en de John J. Carty Award van de National Academy of Sciences (1939). In 1920 werd William Henry geridderd en mocht hij zich laten aanspreken als sir. Van 1935 tot 1940 was hij president van de Royal Society. Het mineraal braggiet is naar hen vernoemd.

## Werken
- Studies in Radioactivity (1912)
- X Rays and Crystal Structure (1915, met Lawrence Bragg)
- The World of Sound (1920)
- Concerning the Nature of Things (1925)
- Creative Knowledge: Old Trades and New Knowledge (1926)
- An Introduction to Crystal Analysis (1928)